# Chipaque
Chipaque es un municipio del departamento de Cundinamarca ubicado en la Provincia de Oriente, a 14 km al sur-oriente de Bogotá, por la autopista Bogotá-Villavicencio (Vía al Llano).

## Toponimia

### Origen lingüístico[3]
- Familia lingüística: Chibcha
- Lengua: Muysccubun

### Significado
El topónimo Chipaque, en muysccubun (idioma muisca), significa «bosque de nuestro padre», según el diccionario de Joaquín Acosta Ortegón. Chipaque presenta los vocablos chi "nuestro, nuestra", paba "padre", quie-quye "madero, árbol, bosque".

### Origen / Motivación
El nombre Chipaque fue dado desde tiempos precolombinos al lugar donde más tarde fue poblado por los españoles, quienes acogieron este nombre unido al de Nuestra Señora de Chipaque. Más adelante, con la creación de los municipios y la recuperación de los nombre originales, se conservó Chipaque.

### Otros nombres
- Nuestra Señora del Rosario de Chipque (1759).

## Historia
No se precisa dónde estaba el pueblo aborigen, el cual pertenecía la cacicazgo de Ubaque. Su fundación hispánica se atribuye al conquistador Juan Tafur, quien fue encomendero en 1564. En 1600, el oidor Luis Enríquez agregó a Chipaque los indios de Siecha. La construcción del templo fue contratada por el oidor Enríquez con el alarife Juan de Robles en Santafé el 28 de mayo de 1601.
Don Bernardo Pérez Bernal de Acevedo dijo que en este pueblo, el 20 de abril de 1636, había 117 indios tributarios y 432 entre chicos y grandes. En la visita del Oidor Gabriel de Carvajal, de marzo de 1640, levantó el padrón de indios, con un resultado de 829. El 23 de febrero de 1759 llegó al pueblo de Nuestra Señora del Rosario de Chipaque el Oidor Visitador Joaquín de Aróstegui; al día siguiente practicó la descripción y empadronamiento de los naturales, que fueron 824, de ellos 150 tributarios. Por auto del 27 de febrero de 1759 fundó el hospital para pobres y viudas, formando en él división de hombres y mujeres. En la visita del Fiscal Francisco Antonio Moreno y Escandón del 12 de enero de 1779 se registraron 922 indios, de ellos 175 tributarios. 
El 22 de abril de 1731 el Arzobispo de Santafé, Antonio Claudio Álvarez de Quiñones, creó formalmente la Parroquia de Nuestra Señora del Rosario de Chipaque. En la actualidad, hace parte de la Arquidiócesis de Bogotá.
El cura Fray José de San Andrés Moya reporta que en mayo de 1816 las tropas patriotas del general Manuel Serviez, rumbo a los llanos, pasaron por el pueblo de Chipaque llevando consigo la imagen original de Nuestra Señora de Chiquinquirá. Asimismo, relata los honores religiosos rendidos a dicha imagen tras su rescate luego de la derrota de los patriotas en el combate de la Cabuya de Cáqueza.
En los registros de la independencia americana aparece el sargento Bruno Pardo, de Chipaque, muerto en la batalla de Ayacucho el 9 de diciembre de 1824.
En 1857 el cura José Antonio Gutiérrez, clausuró el antiguo cementerio e hizo otro que es el hoy existente. Fray María refiere que en 1886 la región fue azotada por una invasión de millones de grillos llamados "chapoles". En recuerdo histórico dicho párroco sembró en la plaza tres árboles frutales.
En 1864 se incendió la casa municipal y en 1872 se construyó una nueva que funcionó hasta 1972, cuando se reemplazó por la actual; en el filo de la cordillera en el divorcio de las cuencas hidrográficas oriental y de la sabana se encuentra el Boquerón de Chipaque, que en lengua muisca se llamaba Ficaneca y fue sitio estratégico en época de guerras civiles, puesto que allí se libraron varios combates.

## Geografía
Descripción Física: Enclavado sobre la región geográfica de Oriente al Sur-oriente del Departamento de Cundinamarca, está conformada por las Provincias del Guavio, Oriente y Medina. La localización de Chipaque dentro de la provincia de Oriente vincula zonas diversas con características topográficas, climáticas y económicas muy distintas que van desde los valles del río Negro y del río Une y las alturas extremas del páramo.
Extensión total: 139,45 km²
Extensión área urbana: 2,1 km²
Extensión área rural: 139,24 km²
Altitud de la cabecera municipal (metros sobre el nivel del mar): 2460
Temperatura media: 13 °C
Otros datos: Una de las formaciones geológicas del Altiplano Cundiboyacense en Colombia se denomina Formación Chipaque, nombre dado por el geólogo chileno Enrique Hubach. 

### Límites
| Noroeste: Bogotá, D.C Localidad de Usme (Cerros Orientales y veredas Soches, El Uval y Requilina) | Norte: Bogotá, D.C Localidad de San Cristóbal (Cerros Orientales) | Nordeste: Ubaque                                             |
| Oeste: Bogotá, D.C Localidad de Usme (Veredas Corinto Cerro Redondo, Olarte y El Destino)         |                                                                   | Este: Cáqueza y Une (Ruta Nacional 40: Bogotá-Villavicencio) |
| Suroeste: Bogotá, D.C Localidad de Usme (Vereda Curubital)                                        | Sur: Une                                                          | Sureste: Une                                                 |

### División Político-Administrativa
Además de su Cabecera municipal, tiene bajo su jurisdicción los siguientes Centros poblados: Abasticos y Llanos de Chipaque.
Las veredas que la integran son: Rondalla, Cerezos Grandes, Cerezos Chiquitos, Flores, Hoyas, Alto de la Cruz, Nizame, Mongue, Quente, Marilandia, Cumba, Alto del Ramo, Llanos de Chipaque, Querente, Mone, Coraza, Caldera, Siecha, Calderitas, Potrero Grande, La Palma y Fruticas.
En el extremo sur posee un área de conflicto catastral.

## Turismo

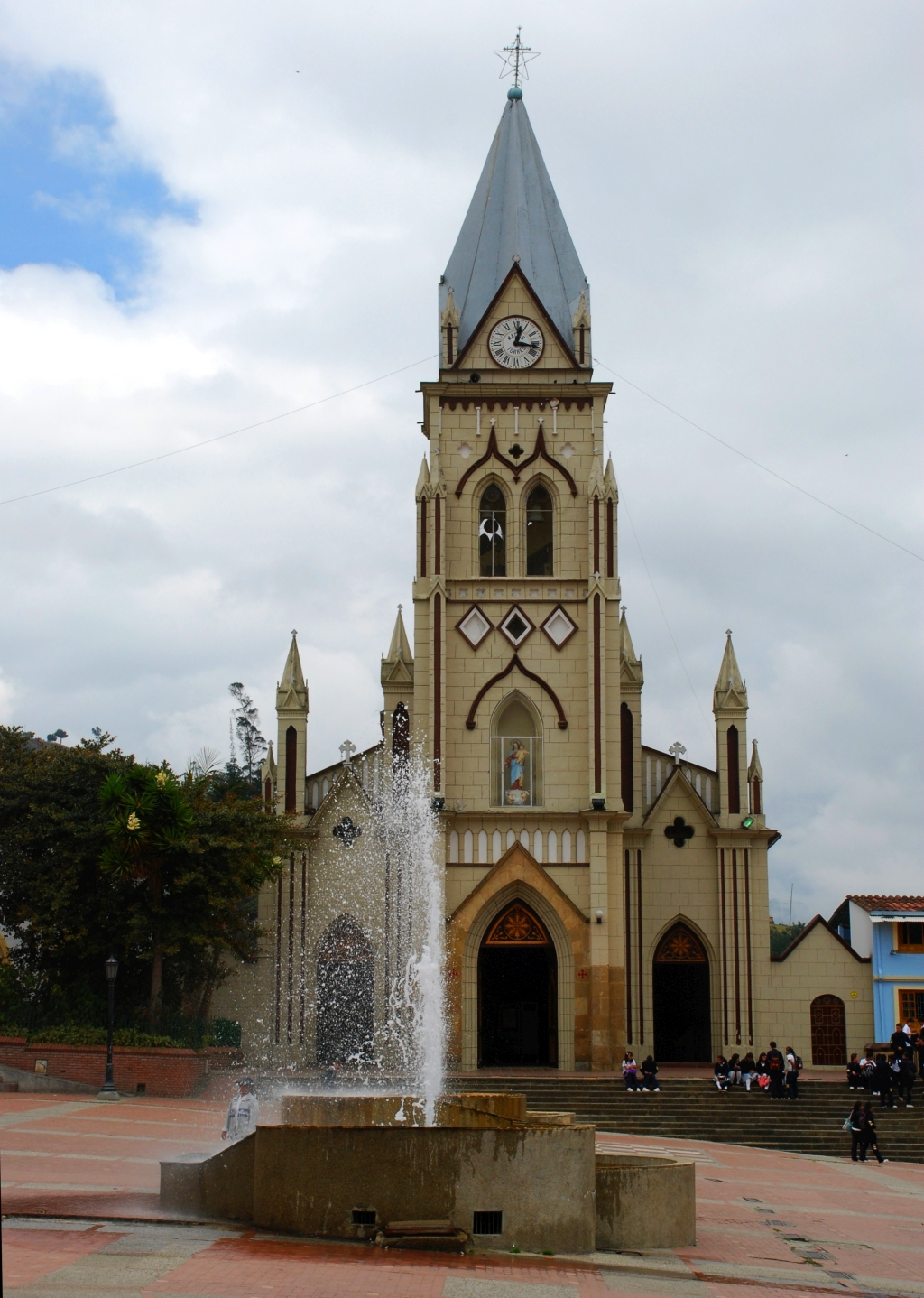
Iglesia parroquial de Chipaque.

- Platos típicos (Pan de maíz y de sagú, piquete, tamales y otros)
- El Pueblo Viejo de Mongue
- Cerro de Bochica
- Reserva de Marilandia (centro religioso)
- Ferias y Fiestas
- Aguas calientes termales Fruticas
- La Chorrera
- El Templo Parroquial
- Estadio municipal Juan Tafur
- Sendero turístico central

## Instituciones de educación
- Institución Educativa Departamental Pío X.
- Institución Educativa Departamental Rural Cerezos grandes

## Movilidad

### Vías de acceso
Su principal vía de acceso desde Bogotá (Avenidas Boyacá y de los Cerros) es la Ruta Nacional 40, que conduce por toda la Provincia de oriente hasta la ciudad de Villavicencio. A partir de la Calle 4 en el casco urbano conduce al nororiente hacia el municipio de Ubaque.

### Servicios de transporte
Empresas de transporte que ingresan al Municipio:
- Cooperativa de Transportadores de Cáqueza "COOTRANSCÁQUEZA".
- Transportes del Oriente "TRANSORIENTE"
- Cooperativa de Transportadores de Une "COOTRANSUNE"
- Cooperativa de transportes Fátima "COOTRASFATIMA"
- Cooperativa de transportes urbanos y rurales "COOTRANSCHIPAQUE"

Empresas de transporte que se desplazan a los Llanos Orientales:
Tienen acceso al municipio por la vía al Llano, se destacan entre otras:
Expreso Bolivariano, Flota la Macarena, Libertadores, Transportes Morichal, Flota Arimena.